# Xanthorhoe oxyptera
Xanthorhoe oxyptera là một loài bướm đêm trong họ Geometridae.